# Saltfleetby All Saints
Saltfleetby All Saints – wieś w Anglii, w hrabstwie Lincolnshire. Leży 13,1 km od Louth, 52,2 km od Lincoln i 209,5 km od Londynu.
W 1961 roku civil parish liczyła 90 mieszkańców.